# Ciel d'enfer
Pour plus de détails, voir Fiche technique et Distribution.
Ciel d'enfer (صراع في الوادي - Ṣira‘ Fī al-Wādī) est un film égyptien réalisé par Youssef Chahine, sorti en 1954 en France et en 1956 en Égypte, avec Omar Sharif dans son premier rôle, Faten Hamama, Zaki Rostom et Farid Shawki.
Le film était en compétition au Festival de Cannes 1954 et a fait partie de la sélection des 150 meilleures productions égyptiennes lors du centenaire du cinéma égyptien en 1996.

## Synopsis
Dans le sud de l'Égypte, un riche propriétaire terrien (le Pacha) vit dans une immense demeure avec son neveu.  Le fils de son contremaître, devenu agronome, travaille avec les paysans dont les terres voisinent celles du Pacha, à améliorer la qualité de leurs cannes à sucre. Le film commence avec l'annonce du succès obtenu par les paysans, dont la récolte obtient un meilleur classement que celle des terres du Pacha (avec l'avantage d'un meilleur prix de vente). Le Pacha, poussé par son neveu, lui fait ouvrir les vannes du barrage et inonde les terres des paysans, ruinant ainsi leur récolte. Le retour de la fille du Pacha (Faten Hamama), qui étudiait en Europe depuis 8 ans, ravive son idylle avec l'agronome (Omar Charif). La recherche du coupable, les traditions de vengeance, la lutte de classes et les manigances du neveu du Pacha, entraînent des drames dans cette communauté.

## Fiche technique
- Titre : Ciel d'enfer
- Titre original : Seraa Fil Wadi
- Réalisation : Youssef Chahine
- Scénario : Ali El Zorkani, Helmi Halim
- Photographie : Ahmed Khorshed
- Musique : Fouad El Zahry
- Montage : Kamal Abul Ela
- Production : Gabriel Talhami
- Pays d'origine : Égypte
- Format : Noir et blanc
- Genre : Policier, drame et romance
- Durée : 105 minutes
- Sortie : 25 mars 1954

## Distribution
- Omar Sharif : Ahmed
- Faten Hamama : Amal
- Zaki Rostom : Le pacha
- Farid Shawqi : Riad
- Abdel Waress Assar

## Distinctions
Le film a été présenté en sélection officielle en compétition au Festival de Cannes 1954.